# サッカーのフィールド
サッカーにおけるフィールド (Football field) もしくはピッチ (Football pitch) は、サッカーにおいて試合を行うために設けられる競技の場である。
サッカーのルールであるLaws of the Gameでは第1条に"The field of play"と規定されている。なお日本サッカー協会による「サッカー競技規則」では「競技のフィールド」として記載されている。
規定にはメートル法に基づいた長さ、大きさの表記以外に、ヤード・ポンド法に基づいた長さ、大きさの表記が併記されている。以下で登場する1ヤード（yd）は正確に0.9144 mである。

## 概要
フィールドは、タッチライン90 - 120m（100 - 130yds）、ゴールライン45 - 90m（50 - 100yds）の長方形としなければならない。
公式戦が行われる場合105m×68mの大きさが国際的な標準である。
フィールドの表面は、天然芝か基準を満たした人工芝またはそれらを組み合わせたもの（ハイブリッドシステム）でなければならない。
各ゴールラインの中央に幅7.32m（8yds）、高さ2.44m（8ft）のゴールが1基ずつ設置される。
各コーナーには1.5m（5ft）以上のフラッグポストを立てなければならない。

## テクニカルエリア
フィールド外になるが、国際サッカー評議会の決定により、これ以外にテクニカルエリアが設定されている。
テクニカルエリアは、ベンチの両端1 m（1yd）、ベンチの前方にフィールドの手前1 m（1yd）で区画されるエリアに設定される。このエリアはライン若しくはマーカーによって明確に規定される事が望ましいとしている。
このエリアはチームスタッフ、特に監督が指示を出すために設定されるエリアであり、指示を出した後は、速やかに元の位置に戻らなければならないと決められていた。現行ルールでは改正され、その都度ただ1 人の役員のみが戦術的指示を伝えることができる。試合中、チームスタッフは基本的にこのエリアの中にとどまっていなければならない。

## 各ラインの持つ意味
境界線は全て同じ太さで、12 cm以下のラインで描かれる。また、各エリアのラインはそのエリアの一部であるため、少しでもラインにボールがかかっていればそのエリア内にあるものと見なされる。(2022FIFAワールドカップグループE日本対スペインの三笘薫のプレー、2024パリオリンピックアジア最終予選日本対北朝鮮の山下杏也加のプレーが良い例) ただし、ハーフウェーラインはオフサイドの判断の際、どちらのハーフにも属さない。

### ゴールライン
ゴールラインからボールが出た場合は、以下の方法で試合が再開される。
- 相手陣内のゴールラインの外にボールを出した場合
相手チームのゴールキックによって試合が再開される。
- 自陣内のゴールラインの外にボールを出した場合
相手チームのコーナーキックによって試合が再開される。

### センターマークとセンターサークル
センターマークはキックオフを行う際にボールが設置される。キックオフを行う時、キックオフを行わないチームの選手はセンターサークルの中にはいってはならない。逆に言えば、センターサークルの中に相手選手が入っている場合キックオフを行うことが出来ない。こうした行為は遅延行為により警告（イエローカード）の対象となる。

### ペナルティーエリア
このエリア内でのみ、ゴールキーパーは手でボールを扱う事が許される。また、守備側が直接フリーキックに相当する反則を犯した場合、ペナルティーキック(PK)が与えられる。

### ペナルティーマーク
ペナルティーキックを行う際にボールを設置する。この際、ボールはマークの中に収められなければならない。例えば、少しでもボールを前に置こうとして、ボールをマークの前方にはみ出させて置くことなどは認められない。

### ペナルティーアーク
ペナルティーキックを行う際、ペナルティーキックを蹴る選手と、守備側のゴールキーパー以外は、ペナルティーキックが蹴られる瞬間までペナルティーアーク、及びペナルティーエリアで区画されたエリアの内側、また、前述のペナルティーマークの前方に位置することは出来ない。なおペナルティーエリアに隣接してはいるが、ペナルティーアーク内ではゴールキーパーもボールを手で扱うことは出来ない。

### コーナーエリア
コーナーキックを行う際にこのエリア内にボールを設置する。